# Banc Nacional d'Ucraïna
El Banc Nacional d'Ucraïna (ucraïnès: Національний банк України transcrit Natsionálʹnyy̆ bank Ukraḯn) és el banc central d'Ucraïna. La seva seu central, un edifici construït entre 1902 i 1934, es troba a Kíev.
Abans de la caiguda de la Unió Soviètica, era part del Gosbank, el banc central de la Unió Soviètica. Va ser establert el 28 de desembre de 1990 i és 100% propietat de l'estat. Es va abolir el monopoli de l'Estat i introduir un sistema financer a dos nivells: el banc central com a institució de dret públic amb funció de control i regulació i els bancs comercials de propietat pública o privada per ofrir serveis financers a la població, les entitats i les empreses.
El 20 de març de 1991, el parlament ucraïnès, la Rada Suprema va declarar que tots els actius de la branca del Gosbank al seu territori eren propietat de la Banca Nacional. La seva funció és regulada per l'article 99 de la constitució i per la Llei sobre el banc nacional d'Ucraïna. Va ser realment activa des del 1992. De 1992 a 1993, el país, com molts estats noument independents, va patir turbulències i hiperinflació. Amb l'Estat, des de 1994 va tenir un paper important en la reforma monetària i l'estabilització de l'economia. Va introduir el setembre de 1996 la hrívnia, la nova moneda que reemplaçava el karbovanet anterior (1 hrívnia =100.000 karbovanet).

## Governadors
| Nom                 | Temps en el càrrec |
| ------------------- | ------------------ |
| Volodímir Matvienko | 1991 - 1992        |
| Vadim Hetman        | 1992               |
| Víktor Iúsxenko     | 1993 - 1999        |
| Volodímir Stélmakh  | 2000 - 2002        |
| Serhí Tigipko       | 2002 - 2004        |
| Volodímir Stélmakh  | 2004 - 2010        |
| Serhí Arbúzov       | 2010 - present     |